# Vampire the Eternal Struggle
Vampire the Eternal Struggle är ett samlarkortspel som sedan 2000 ges ut av White Wolf Inc. Spelet designades ursprungligen av Magic the Gatherings skapare Richard Garfield och gavs 1994-96 ut av Wizards of the Coast under namnet "Jyhad". Spelet publiceras fortfarande (2009) och hör jämte Magic the Gathering och Pokémon till de mest livaktiga av samlarkortspelen.
Spelet utspelar sig i samma goth-punk inspirerade nutid som rollspelet Vampire: The Masquerade och använder i stort sett samma mytologi där rivaliserande vampyrklaner anförda av äldre vampyrer (s.k. Methuselahs) bekämpar varandra. Spelet är något vuxnare i både ton och bildspråk än de annars ganska barntillåtna samlarkortspelen.
Vampire the Eternal Struggle ("VtES") är till skillnad från de flesta samlarkortspel ett flerspelarspel snarare än ett duellspel, med en stark social dimension. Grundidén är att varje spelare har en pool av "blod" (oftast röda spelmarkers) som ska skyddas från de andra spelarnas framfart och om en spelares pool tar slut så är han ute ur spelet. Spelmekanikerna baseras på bruket av vampyrernas krafter - "discipliner" - (smyga, slåss, dominera, etc) och de olika klanerna är specialiserade beroende på vilka discipliner de behärskar.

## Utgivna set
- Jyhad (1994)
- Vampire: The Eternal Struggle (1995)
- Dark Sovereigns (1995)
- Ancient Hearts (1996)
- Sabbat (1996)
- Sabbat War (2000)
- Final Nights (2001)
- Bloodlines (2001)
- Camarilla (2002)
- Anarchs (2003)
- The Black Hand (2003)
- Gehenna (2004)
- 10th Anniversary (2004)
- Kindred Most Wanted (2005)
- Legacies of Blood (2005)
- Nights of Reckoning (2006)
- VTES 3rd Edition (2006)
- Sword of Cain (2007)
- Lords of the Night (2007)
- Twilight Rebellion (2008)
- Keepers of Tradition (2008)